# Генрик з Роґова
Генрик (Гінко, Яндрих, іноді згадується з придомком «Гінча») з Роґова гербу Дзялоша (нар. між 1390—1395 — пом. на рубежі 1425/1246) — військовий і державний діяч Королівства Польського, королівський крайчий (1413—1415) і підскарбій (1419—1424—?1425/1426), тенутарій бжезьницький (?—1416—1425).

## Життєпис
Народився Генрик між 1390—1395 роками. Він був найстаршим сином королівського підскарбія Гінчки з Роґова та його дружини Офки. Мав двох братів і двох сестер.
Під час Грюнвальдської битви Генрик входив до сторожі короля — прибічної чи двірської (надвірної) хоругви, що складалася з 60 найкращих лицарів-копійників, серед яких, зокрема, були мазовецький князь Земовит, князь Федір Любартович, підканцлер Міколай Тромба, майбутній краківський єпископ і кардинал Збіґнєв Олешніцький, двоюрідний брат Генрика Ян Менжик із Домброви та інші.
У серпні 1413 року згадується як крайчий королівський, повторно згадується на цій посаді в березні 1415 року. Найпевніше, не посідав цей уряд постійно, тому що поміж цими датами як королівські крайчі згадуються й інші особи. Найдавнішою печаткою в Короні з гербом Дзялоша в історіографії вважається лат. sigillum до документів Городельської унії 1413 року. Цей герб був прийнятий тоді, разом із християнським ім'ям Пйотр, литовським боярином Волчком Рокутовичем. Невідоме ім'я лицаря, який адоптував литовського боярина, проте з хронологічних причин ним міг бути лише Генрик і Роґова.
Ймовірно, Генрик отримав Бжезьницьку тенуту від батька. 1416 року він видав привілей на побудову млина на річці Варта у Вонсоші Ґурному, що належав до тенути.
Протягом 1415—1419 року, ймовірно, не займав певних урядів, проте згадується в оточенні короля — мабуть залишався його придворним, входив до його найближчого оточення й супроводжував його в поїздках, зокрема, до Львова в червні 1419 року. У липні 1419 року Генрик, очевидно, брав участь у поході проти Тевтонського ордену. Підчас нього у Вольбожі він отримав від короля підтвердження запису на 1160 гривень на бжезьницькій тенуті, який був наданий ще його батькові. Тоді ж він уперше згадується як королівський піскарбій. 5 липня Яґайло надав Генрику як підканцлеру королеви та підскарбію королівському замок самбірський, імовірно, з навколишніми селами, за позичені раніше 1160 гривень і додає до цього 400 коп грошей як викуп від воєводині краківської Ельжбети, вдови Спитка з Мельштина. 
Трохи згодом, після недавнього шлюбу Владислава Яґайла з Ельжбетою Грановською, він супроводжував монарха з Познані до Шроди. Почет потрапив у грозу, під час якої блискавка вбила декількох челядників і коней, серед інших того, на якому їхав Генрик.
На рубежі 1421/1422 років Генрик перебував у Кракові, проте, ймовірно, в березні виїхав зі столиці разом із королем. Можливо, брав участь у Голодній війні з тевтонцями.
1424 року Генрик як королівський підскарбій, мав опікуватися потребами військового відділу з 500 осіб, який король відправив до Богемії на допомогу Сигізмунду Люксембургу проти Сигізмунда Корибутовича. Генрик як підскарбій контролював закупівлю та відправку замовленої зброї та інших необхідних речей. Внаслідок застави королівських маєтків, яку Яґайло вже розпочав, він змушений був обмежити свої витрати, але доходи на той час були ще значними.
З титулом підскарбія й узагалі востаннє згадується в документі 3 березня 1425 року. Генрик помер неодруженим, очевидно, на рубежі 1425/1426 років, можливо, внаслідок чуми, яка бушувала в Короні. Швидше за все він був підскарбієм до самої смерті.
У 1460—х роках його молодший брат Ян Гінча перепоховав його в каплиці Гінчі з Роґова в Вавельській катедрі.